# Phyllostachys incarnata
Phyllostachys incarnata är en gräsart som beskrevs av Tai Hui Wen. Phyllostachys incarnata ingår i släktet Phyllostachys och familjen gräs. Inga underarter finns listade i Catalogue of Life.